# Радлувек
Радлувек (пол. Radłówek, нім. Radlowek) — село в Польщі, у гміні Іновроцлав Іновроцлавського повіту Куявсько-Поморського воєводства.
Населення — 150 осіб (2011).
У 1975-1998 роках село належало до Бидгощського воєводства.

## Демографія
Демографічна структура станом на 31 березня 2011 року:
|          | Загалом | Допрацездатний вік | Працездатний вік | Постпрацездатний вік |
| -------- | ------- | ------------------ | ---------------- | -------------------- |
| Чоловіки | 76      | 17                 | 49               | 10                   |
| Жінки    | 74      | 12                 | 45               | 17                   |
| Разом    | 150     | 29                 | 94               | 27                   |